# (19310) Osawa
Pour les articles homonymes, voir Osawa.
(19310) Osawa est un astéroïde de la ceinture principale.

## Description
(19310) Osawa est un astéroïde de la ceinture principale. Il fut découvert le 4 novembre 1996 à Mitaka par Isao Satō et Hideo Fukushima. Il présente une orbite caractérisée par un demi-grand axe de 2,41 UA, une excentricité de 0,16 et une inclinaison de 3,8° par rapport à l'écliptique.

## Compléments